# Acrodactyla iliensis
Acrodactyla iliensis là một loài tò vò trong họ Ichneumonidae.